# Cheumatopsyche ceramensis
Cheumatopsyche ceramensis är en nattsländeart som beskrevs av Wolfram Mey 1999. Cheumatopsyche ceramensis ingår i släktet Cheumatopsyche och familjen ryssjenattsländor. Inga underarter finns listade i Catalogue of Life.